# Zulia Calatayud
Zulia Calatayud (Cuba, 9 de noviembre de 1979) es una atleta cubana, especialista en la prueba de 800 m, con la que ha logrado ser campeona mundial en 2005.

## Carrera deportiva
En el Mundial de Helsinki 2005 ganó la medalla de oro en los 800 metros, con un tiempo de 1:58.82 segundos, por delante de la marroquí Hasna Benhassi y la rusa Tatyana Andrianova.